# 100 mètres haies aux championnats d'Europe d'athlétisme
Pour un article plus général, voir Championnats d'Europe d'athlétisme.
Le 100 mètres haies figure au programme des championnats d'Europe d'athlétisme depuis 1969, à Athènes. Elle prend la suite du 80 m haies, disputé de 1938 à 1966.
L'Allemande Karin Balzer et la Bulgare Svetla Dimitrova sont, avec deux médailles d'or remportées sur 100 m haies, les athlètes les plus titrées dans cette épreuve. Le record des championnats d'Europe appartiennent à la Française Cyréna Samba-Mayela qui établit le temps de 12 s 31 en 2024 à Rome.
Sur le 80 m haies, la Néerlandais Fanny Blankers-Koen est l'athlète la plus titrée avec deux médailles d'or décrochées en 1946 et 1950. 

## Palmarès

### 100 m haies
| Édition | Or                              | Argent                               | Bronze                    |
| ------- | ------------------------------- | ------------------------------------ | ------------------------- |
| 1969    | Karin Balzer 13 s 3             | Bärbel Podeswa 13 s 6                | Teresa Nowak 13 s 7       |
| 1971    | Karin Balzer 12 s 94            | Annelie Ehrhardt 13 s 00             | Teresa Sukniewicz 13 s 20 |
| 1974    | Annelie Ehrhardt 12 s 66        | Annerose Fiedler 12 s 89             | Teresa Nowak 12 s 91      |
| 1978    | Johanna Klier 12 s 62           | Tatiana Anisimova 12 s 67            | Gudrun Berend 12 s 73     |
| 1982    | Lucyna Kałek 12 s 45            | Yordanka Donkova 12 s 54             | Kerstin Knabe 12 s 54     |
| 1986    | Yordanka Donkova 12 s 38        | Cornelia Riefstahl 12 s 55           | Ginka Boycheva 12 s 70    |
| 1990    | Monique Ewanje-Epée 12 s 79     | Gloria Siebert 12 s 91               | Lidiya Yurkova 12 s 92    |
| 1994    | Svetla Dimitrova 12 s 72        | Yuliya Graudyn 12 s 93               | Yordanka Donkova 12 s 93  |
| 1998    | Svetla Dimitrova 12 s 56        | Brigita Bukovec 12 s 65              | Irina Korotya 12 s 85     |
| 2002    | Glory Alozie 12 s 73            | Yelena Krasovskaya 12 s 88           | Yana Kasova 12 s 91       |
| 2006    | Susanna Kallur 12 s 59          | Kirsten Bolm Derval O'Rourke 12 s 72 | —                         |
| 2010    | Nevin Yanıt 12 s 63             | Derval O'Rourke 12 s 65              | Carolin Nytra 12 s 68     |
| 2012    | Alina Talay 12 s 91             | Katsiaryna Paplauskaya 12 s 97       | Beate Schrott 12 s 98     |
| 2014    | Tiffany Porter 12 s 76          | Cindy Billaud 12 s 79                | Cindy Roleder 12 s 82     |
| 2016    | Cindy Roleder 12 s 62           | Alina Talay 12 s 68                  | Tiffany Porter 12 s 76    |
| 2018    | Elvira Herman 12 s 67           | Pamela Dutkiewicz 12 s 72            | Cindy Roleder 12 s 77     |
| 2022    | Pia Skrzyszowska 12 s 53        | Luca Kozák 12 s 69                   | Ditaji Kambundji 12 s 74  |
| 2024    | Cyréna Samba-Mayela 12 s 31(CR) | Ditaji Kambundji 12 s 40             | Pia Skrzyszowska 12 s 42  |

### 80 m haies
| Édition | Or                             | Argent                       | Bronze                              |
| ------- | ------------------------------ | ---------------------------- | ----------------------------------- |
| 1938    | Claudia Testoni 11 s 6 (WR)    | Lisa Gelius 11 s 7           | Kitty ter Braake 11 s 8             |
| 1946    | Fanny Blankers-Koen 11 s 8     | Elene Gokieli 11 s 9         | Valentina Fokina 11 s 9             |
| 1950    | Fanny Blankers-Koen 11 s 1     | Maureen Dyson 11 s 6         | Micheline Ostermeyer 11 s 7         |
| 1954    | Maria Golubnichaya 11 s 0 (CR) | Anneliese Seonbuchner 11 s 2 | Pam Seaborne 11 s 3                 |
| 1958    | Galina Bystrova 10 s 9         | Zenta Kopp 10 s 9            | Gisela Birkemeyer 11 s 0            |
| 1962    | Teresa Ciepły 10 s 6           | Karin Balzer 10 s 6          | Erika Fisch Maria Piatkowska 10 s 6 |
| 1966    | Karin Balzer 10 s 7            | Karin Frisch 10 s 7          | Elżbieta Bednarek 10 s 7            |

## Records des championnats
| Temps   | Athlète             | Lieu      | Date              | Record |
| ------- | ------------------- | --------- | ----------------- | ------ |
| 13 s 7  | Lia Khitrina        | Athènes   | 18 septembre 1969 |        |
| 13 s 7  | Teresa Nowak        | Athènes   | 19 septembre 1969 |        |
| 13 s 5  | Karin Balzer        | Athènes   | 19 septembre 1969 |        |
| 13 s 3  | Karin Balzer        | Athènes   | 20 septembre 1969 |        |
| 13 s 3  | Annelie Ehrhardt    | Helsinki  | 12 août 1971      |        |
| 13 s 3  | Karin Balzer        | Helsinki  | 12 août 1971      |        |
| 13 s 2  | Karin Balzer        | Helsinki  | 12 août 1971      |        |
| 13 s 1  | Annelie Ehrhardt    | Helsinki  | 12 août 1971      |        |
| 12 s 9  | Karin Balzer        | Helsinki  | 13 août 1971      |        |
| 12 s 66 | Annelie Ehrhardt    | Rome      | 7 septembre 1974  |        |
| 12 s 60 | Grazyna Rabsztyn    | Prague    | 31 août 1978      |        |
| 12 s 45 | Lucyna Kalek        | Athènes   | 8 septembre 1982  |        |
| 12 s 45 | Lucyna Kalek        | Athènes   | 9 septembre 1982  |        |
| 12 s 38 | Yordanka Donkova    | Stuttgart | 29 août 1986      |        |
| 12 s 31 | Cyréna Samba-Mayela | Rome      | 8 juin 2024       | CR, RF |